# Antoni Casanovas i Brugal
Antoni Casanovas i Brugal es un empresario agrario, especialista en cooperativismo, y político español de tendencia nacionalista catalana.
En 1982 fue elegido presidente del Consejo Regulador de la Denominación de Origen Panadés Miembro de Convergència Democràtica de Catalunya (CDC), obtuvo escaño en el Congreso en la elecciones generales de 1986 y lo renovó en 1989 en la candidatura de Convergència i Unió (CiU) por la circunscripción electoral de Barcelona. Fue también alcalde de Subirats entre 1987 y 1995.